# Tengger Cavalry
I Tengger Cavalry sono un gruppo musicale folk metal formatosi a Pechino nel 2010.

## Storia del gruppo
Nel marzo 2010 Nature Ganganbaigal fondò i Tengri, inizialmente un gruppo solista. Nel 2011 viene pubblicato il loro demo di debutto Blood Sacrifice Shaman, apprezzato dal magazine tedesco Legacy
Nel 2014, viene pubblicato il loro terzo album in studio. Il 27 febbraio 2018, viene annunciato lo scioglimento del gruppo. Nel giugno dello stesso anno, il frontman Nature G annuncia la reunion della band.
Il 25 giugno viene comunicata la morte del frontman Nature G.

## Formazione
Attuale
- Patrick Reilly - chitarra (2018-presente)
- Randy Tesser - batteria (2018-presente)
- Greg Baker - basso elettrico (2018-presente)

Ex componenti
- Yuri Liak - batteria (2015)
- Alex Abayev - basso elettrico (2015–2018)
- Josh Schifris - batteria (2016–2017)
- Zaki Ali - batteria (2017-2018)
- Robert McLaughlin - igil, shanz, voce (2015)
- Borjigin Chineeleg - voce, topshur, scacciapensieri (2017-2018)
- Uljmuren De - morin khuur (2016–2018)
- Phillip Newton - topshur, cori (2017–2018)
- Nature G - voce, chitarra, morin khuur (2010–2019)

## Discografia

### Album in studio
- 2010 - Blood Sacrifice Shaman
- 2012 - Sunesu Cavalry
- 2015 - Blood Sacrifice Shaman
- 2016 - Cavalry in Thousands
- 2016 - Ancient Call
- 2017 - Die on My Ride
- 2018 - Cian Bi
- 2019 - Northern Memory

### Album di remix
- 2013 - Grassland Rock
- 2013 - Soundtrack of the Cavalry

### EP
- 2013 - KAAN
- 2013 - Mountain Side

### Singoli
- 2013 - War Horse
- 2017 - A Blade of Time
- 2018 - Heart

## Videografia
- KAAN (2013)
- War Horse (2013)
- Mountain Side (2013)
- Independence Day (2017)